# Luis Donaldo Hernández
Luis Donaldo Hernández González (Tepatitlán, Jalisco, México, 2 de febrero de 1998) es un futbolista mexicano, juega como defensa central y su actual equipo es Sporting FC de la Primera División de Costa Rica.

## Trayectoria

### Dorados de Sinaloa
Para la temporada 2021-22 se da su llegada a Dorados de Sinaloa.

### Sporting FC
El 14 de junio de 2023 se hace oficial su llegada al Sporting FC.

## Estadísticas

### Clubes
Actualizado al último partido jugado el 11 de noviembre de 2024.
| Chiapas · México | 1.ª                 | 2016                | 3   | 0 | 2  | 0 | - | - | 5   | 0 | 0.00 |
| Chiapas · México | Total               | Total               | 3   | 0 | 2  | 0 | 0 | 0 | 5   | 0 | 0.00 |
| Cafetaleros · México | 2.ª                 | 2017                | 5   | 0 | -  | - | - | - | 5   | 0 | 0.00 |
| Cafetaleros · México | 2.ª                 | 2017-18             | 24  | 2 | 3  | 0 | - | - | 27  | 2 | 0.07 |
| Cafetaleros · México | Total               | Total               | 29  | 2 | 3  | 0 | 0 | 0 | 32  | 2 | 0.06 |
| Necaxa · México | 1.ª                 | 2018-19             | 8   | 0 | 5  | 0 | - | - | 13  | 0 | 0.00 |
| Necaxa · México | Total               | Total               | 8   | 0 | 5  | 0 | 0 | 0 | 13  | 0 | 0.00 |
| Toluca · México | 1.ª                 | 2019-20             | 24  | 2 | 2  | 0 | - | - | 26  | 2 | 0.09 |
| Toluca · México | Total               | Total               | 24  | 2 | 2  | 0 | 0 | 0 | 26  | 2 | 0.09 |
| F. C. Juárez · México | 1.ª                 | 2020-21             | 6   | 0 | -  | - | - | - | 6   | 0 | 0.00 |
| F. C. Juárez · México | Total               | Total               | 6   | 0 | 0  | 0 | 0 | 0 | 6   | 0 | 0.09 |
| Dorados · México | 2.ª                 | 2021-22             | 34  | 2 | -  | - | - | - | 34  | 2 | 0.06 |
| Dorados · México | 2.ª                 | 2022-23             | 27  | 2 | -  | - | - | - | 27  | 2 | 0.10 |
| Dorados · México | Total               | Total               | 61  | 4 | 0  | 0 | 0 | 0 | 61  | 4 | 0.08 |
| Sporting F. C. · Costa Rica                                                                                                   | 1.ª                 | 2023-24             | 34  | 0 | -  | - | - | - | 34  | 0 | 0.00 |
| Sporting F. C. · Costa Rica                                                                                                   | 1.ª                 | 2024-25             | 10  | 0 | 1  | 0 | - | - | 11  | 0 | 0.00 |
| Sporting F. C. · Costa Rica                                                                                                   | Total               | Total               | 44  | 0 | 1  | 0 | 0 | 0 | 45  | 0 | 0.00 |
| Total en su carrera | Total en su carrera | Total en su carrera | 175 | 8 | 13 | 0 | 0 | 0 | 188 | 8 | 0.05 |
| (1) Incluye datos de Copa México (2013-17) y Torneo de Copa de Costa Rica (2024). (3) No incluye goles en partidos amistosos. |                     |                     |     |   |    |   |   |   |     |   |      |

## Palmarés

### Campeonatos nacionales
| Título                  | Club        | País   | Año     |
| ----------------------- | ----------- | ------ | ------- |
| Ascenso MX              | Cafetaleros | México | 2018    |
| Final Temporada 2017-18 | Cafetaleros | México | 2017-18 |
| SuperCopa MX            | Necaxa      | México | 2018    |